# نمایش‌های طنز
نمایش‌های طنز یک مجموعهٔ نمایشی ایرانی به کارگردانی «رسول نجفیان» است که در سال ۱۳۷۰-۱۳۶۹ تولید و از شبکه ۲ سیمای جمهوری اسلامی ایران پخش گردید.

## خلاصه داستان
این مجموعه تلویزیونی بر اساس داستان‌هایی از طنزنویسان مشهور دنیا ساخته شده بود و برخی عناوین آن عبارت بودند از: «پالتو»، «بازنشسته»، «تحفه‌ها»، «توصیه»، «متهم»، «چاق و لاغر»، «شل و ول»، «عطسه» و «دونده».

## بازیگران و عوامل تولید

### بازیگران
- بیوک میرزایی
- مجید مهمانی
- حسین افشار
- مجید موقر
- مریم مدیری
- حسین چنگی

### عوامل تولید
- کارگردان هنری: رسول نجفیان
- نویسندگان: رسول نجفیان، رضا فیاضی، حسین مروی
- تصویربرداران: فرید سجادی، احمد فرهادی، محسن عزیزکندی
- موسیقی: رسول نجفیان
- تهیه‌کنندگان: ماه‌منظر شفیعی، ثریا گلشهر
- تعداد قسمت‌ها: ۲۶ قسمت
- مدت زمان: ۵۰۰ دقیقه
- محصول: گروه فیلم و سریال شبکه ۲ سیمای جمهوری اسلامی ایران
- سال تولید و پخش: ۱۳۷۰-۱۳۶۹